# الملا علي البسطامي
الملا علي البسطامي (توفي عام 1846) هو عنوان الرسالة الثانية من رسائل الأحياء في الحركة البابية. وهو أيضًا على الأرجح أول وأشهر شهداء الفترة البابية المبكرة.

## السيرة

### الحياة المبكرة
وُلِد بالقرب من مدينة بسطام الصغيرة في شمال غرب بلاد فارس في عهد سلالة القاجار. تزوج في شبابه وأنجب طفلًا واحدًا على الأقل. اكتسب شهرة واسعة في شبابه بسبب اهتمامه بالدين، ودرس بوصفه مُلا في مدينة مشهد المقدسة.
في مشهد تعرف على رجال الدين المحليين الذين كانوا مرتبطين بالمذهب الشيخي الألفي من الإسلام الشيعي وانجذب إلى العقيدة الشيخية. وفي نهاية المطاف انتقل إلى كربلاء في الدولة العثمانية، ودرس على يد السيد كاظم الرشتي، زعيم الشيخية آنذاك، لمدة سبع سنوات على الأقل.

### اعتناق البابية
كان الشيخيون يتوقعون وصول القائم أو المهدي الوشيك، وبعد وفاة السيد كاظم في كانون الثاني 1844 م، قاد البسطامي مجموعة من الشيخيين الذين، إلى جانب مجموعة بقيادة الملا حسين ، بحثوا عن المهدي المنتظر. في 22 أيار 1844 م، أصبح الملا حسين أول شيخ يقبل تاجرًا شيرازيًا يُدعى السيد علي محمد باعتباره المهدي المنتظر في علم الآخرة؛ ويُقال إن البسطامي تحول بسرعة بعد سماع بعض آيات سورة قيوم الأسماء التي كتبها علي محمد. وفي وقت لاحق، اتخذ علي محمد لقب الباب، وأعلن نفسه مظهرًا من مظاهر الله ومؤسس الدين الجديد البابي. قبل البسطامي الباب باعتباره المهدي في لقائهما الأول، وعينه في منصب أحد رسائل الأحياء الثمانية عشر، وتم تحديده على أنه العودة الرمزية للإمام علي. تشير معظم المصادر إلى أنه كان الحرف الثاني من أحرف الأحياء، ولكن أقلية تقول أنه كان الحرف الرابع. وقد وجه حضرة الباب لوحًا إلى كل من حروف الأحياء، بما في ذلك البسطامي؛ ولا توجد ترجمة لهذه اللوح إلى اللغة الإنجليزية في الوقت الحاضر.

### المحاكمة في بغداد
أعطى الباب البسطامي مهمة محددة للغاية وهي مغادرة بلاد فارس والسفر إلى مدينتي النجف وكربلاء المقدستين الشيعيتين في العراق الحالي في صيف عام 1844 م تقريبًا، لدعوة الشيعة وهنا أعلن مهمة الباب للمجتهد الشيخ محمد حسن النجفي، أحد كبار رجال الدين الشيعة؛ ولكن الأخير مع علماء الشيعة رفضوا بشدة الانضمام له، ولم يُصدقوا دعوة الباب. بعدها، مع وصول القوات العثمانية ورجال الدين السنة حُوكم بتهمة الهرطقة على أساس نسخة من كتاب قيوم الأسماء التي كانت بحوزته في 13 كانون الثاني 1845 م من لجنة مشتركة من رجال الدين الشيعة والسنة. تحولت المحاكمة إلى حدث سياسي وضع المصالح العثمانية/السنية في مواجهة المصالح الشيعية/الفارسية، أراد رجال الدين السنة إعدام البسطامي على الفور، بينما أصر رجال الدين الشيعة على نفيه فقط وعدم قتله، وطلب السياسيون الفرس نقله إلى بلاد فارس وألا يُقتل. وبدلًا من ذلك، تم نقله في أبريل/نيسان إلى إسطنبول حيث حُكم عليه بمزيد من الأشغال الشاقة والسُخرة في أحواض إسطنبول. استمر السياسيون الفرس في الإصرار على حُسن معاملته وإرجاعه وإن كان مُخطئًا، ولكن عندما وافق العثمانيون أخيرًا، في 4 كانون الأول 1846، كان قد توفي قبل بضعة أيام، وكان يعتبر أول شهيد بابي من البابيين والبهائيين. وبعد وفاته نزلت عليه صلاة الزيارة من الباب تكريمًا له.

## الاستشهادات
1. 1 2 3 4 5 6  Momen 2009.
2. ↑  Winters 1997.
3. ↑  Amanat 1989، صفحة 212.
4. 1 2  Momen 1982.
5. 1 2 3 4  Amanat 1989، صفحة 176.
6. ↑  Chronology of Principal Events Related in the Dawn-Breakers, Bahai-library.com نسخة محفوظة 2025-03-29 على موقع واي باك مشين.
7. ↑  MacEoin 1994، صفحة 27.